# Льюис, Уильям (тренер)
Уи́льям Лью́ис (англ. William Lewis; сентябрь 1860, Брентфорд, Большой Лондон — 6 мая 1916, Брентфорд, Большой Лондон) — английский футбольный судья, тренер и спортивный функционер начала XX века.

## Карьера
В 1900 году работал спортивным директором в «Брентфорде», после чего стал его главным тренером до 1903 года. Первый тренер (клубный секретарь) в истории футбольного клуба «Челси», после его основания в 1905 году. Его контакты в футбольном мире помогли клубу быть избранным в состав футбольной лиги в том же году. После отставки Джона Робертсона 27 ноября 1906 года, он занял должность секретаря-тренера клуба. Льюис вывел «Челси» в первый дивизион в сезоне 1906/07, заняв второе место после «Ноттингем Форест». После этого он ушёл со своего поста и вернулся к секретарской работе в клубе. Ему на смену пришёл Дэвид Колдерхед.

## Тренерская статистика
| Клуб  | Начало работы | Конец работы | Показатели | Показатели | Показатели | Показатели | Показатели |
| Клуб  | Начало работы | Конец работы | М          | В          | Н          | П          | % побед    |
| ----- | ------------- | ------------ | ---------- | ---------- | ---------- | ---------- | ---------- |
| Челси | октябрь 1906  | июнь 1907    | 31         | 20         | 5          | 6          | 064,52     |

## Достижения
«Челси»
- Вице-чемпион второго дивизиона: 1906/07